# Душ

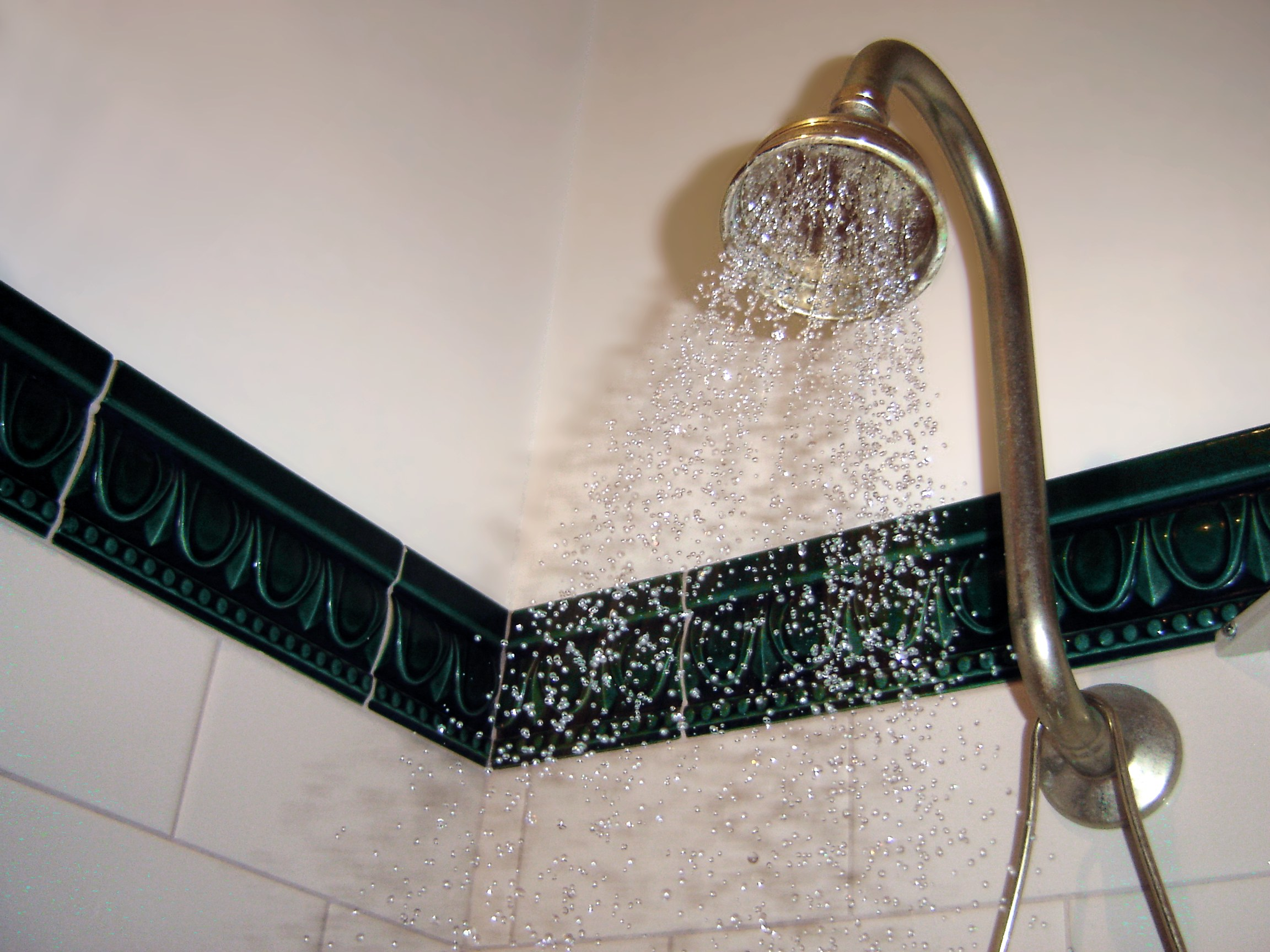
Працюючий душ

Душ (фр. douche, італ. doccia — ринва),  заст. дощ — комплекс санітарно-технічного обладнання для прийому водних процедур у вигляді струменів води або пари під різним тиском та різної температури, а також сам процес прийняття цієї водної процедури.
Душ застосовують для купання та водолікування, встановлюють у ванних кімнатах або душових кабінах. Їх розміщують в квартирах, будинках, басейнах, лазнях, готелях.
Душ підключають до системи водопостачання за допомогою крану або через змішувач.

## Історія
Примітивні купальні приміщення Стародавньої Індії, Єгипту та Месопотамії з'явилися прообразом майбутніх душових. Тоді милися, обливаючи себе водою або наказуючи робити це слугам, що стояли за низькою перегородкою.
Перші справжні душові з водою, яка надходила згори, вигадали стародавні греки. Про це свідчать зображення, збережені на афінських вазах IV ст. до н. е. Наприклад, на одній з них показані дві душові, де миються чотири молоді жінки. Вода, що надходить по трубі, ллється на них через душові сітки у вигляді левових і кабанячих голів. Така душова дуже схожа на ті, що є при нинішніх гімнастичних залах.
Руїни цілого комплексу душових (початок II ст. до н. е.) знайдені при розкопках гімназії міста Пергам (нині територія Туреччини). Тут використовувалися сім рівнів душових установок. Вода лилася на людей зверху з магістральної системи, а потім текла в інше купальне приміщення, доходячи до останнього, звідки потрапляла у відвідну систему.

## Спеціальні види душу
Відомі спеціальні види прийому душу:
- Контрастний душ — поперемінно то гарячою, то холодною водою
- Холодний чи крижаний душ[3]
- Душ, застосовуваний з метою масажу (Гідромасаж)
  - Душ Шарко — сильним струменем води зі шланга[4]
  - Циркулярний душ — кабіна, поливає водою з усіх боків одночасно.
  - Душ Олексієва — голчастий гідромасажер високого тиску.
  - Підводний душ (також див. джакузі)
  - Тропічний душ — система подачі води для миття тіла, при якій вода надходить зі спеціальної решітки, а не зі шланга, як у звичайному душі. В решітку зазвичай вбудовані світлодіоди, що дозволяють регулювати освітлення (хромотерапія). Тропічним душем часто обладнані готелі класу люкс.
  - Термоволновий душ — душ, що забезпечує масаж тіла тепловою хвилею, що рухається вздовж нього, з модульованою середньою температурою, контрастом і швидкістю.
- Гігієнічний душ — компактна заміна біде, призначена для підмивання. Це душовий шланг, який монтується біля унітаза. На виході зі стіни як правило встановлюється кран або вбудовується змішувач, на робочому кінці шланга невелика лійка з клапаном. Дуже популярний в ісламських країнах, де воді віддають перевагу над туалетним папером.
- Душова система прихованого монтажу — різновид системи, в якій всі з'єднання між елементами системи приховані в стіну. Широко розповсюджений тип системи в США та Європі.

## Виробники
Лідером з виробництва таких систем вважається Німеччина. Виробники Grohe, Hansgrohe, Kludi та інші.

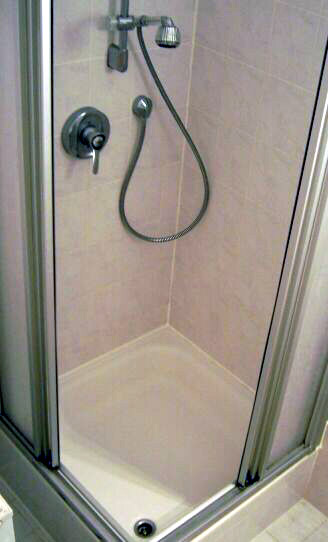
Душова кабіна
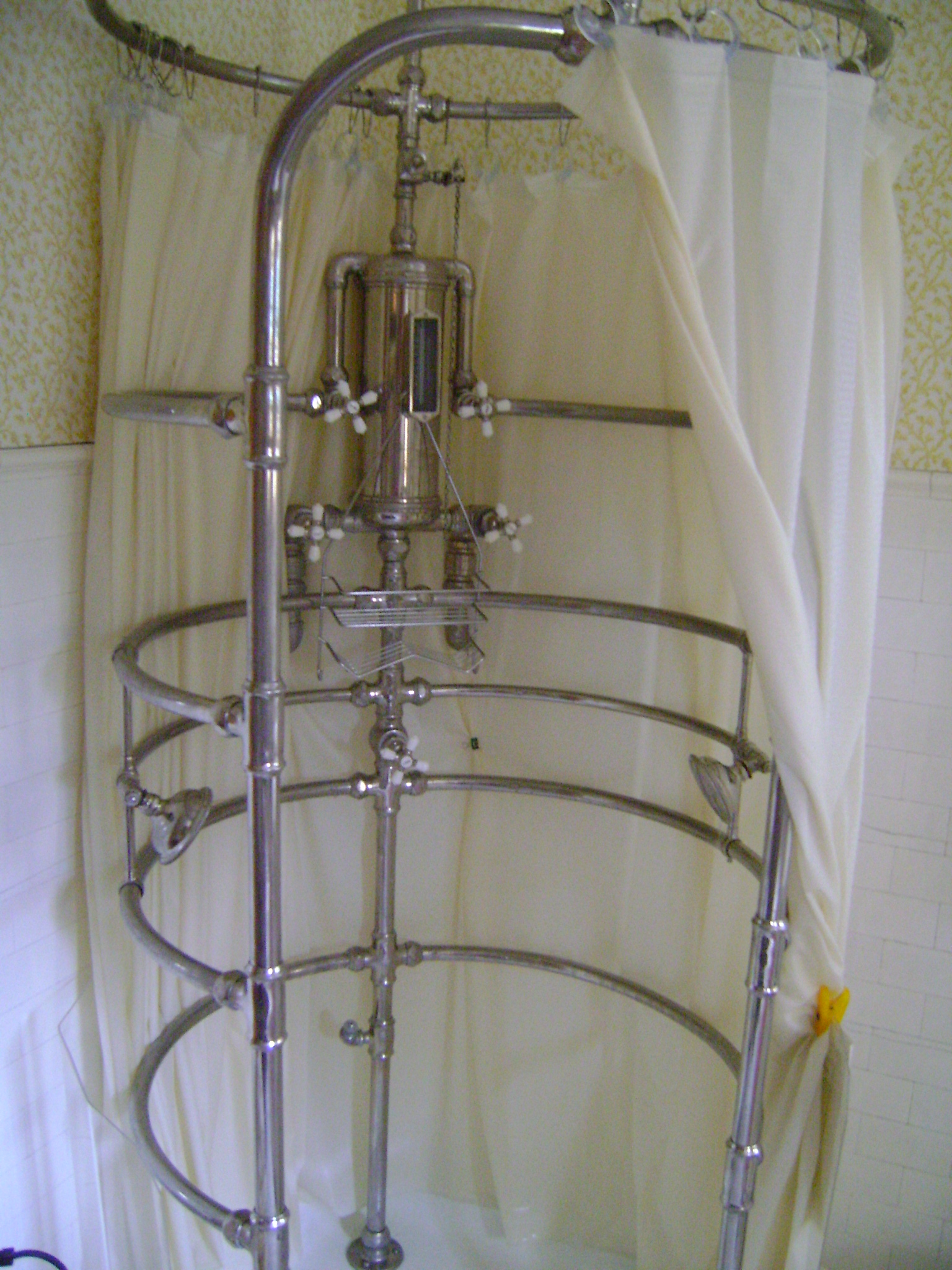
Циркулярний душ
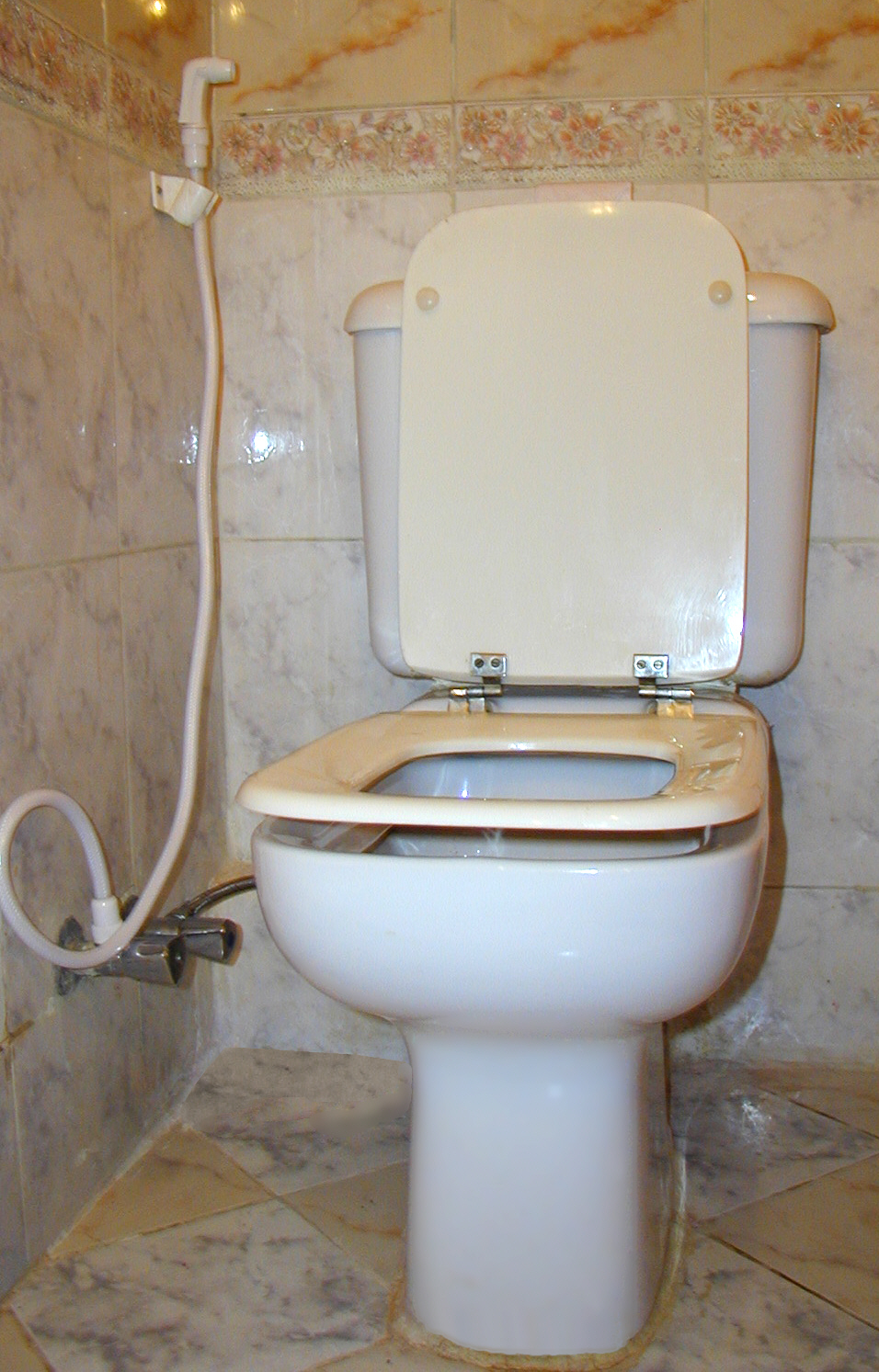
Гігієнічний душ